# Bisulcopsallus
Bisulcopsallus is een geslacht van wantsen uit de familie van de Miridae (Blindwantsen). Het geslacht werd voor het eerst wetenschappelijk beschreven door Schuh in 2006.

## Soorten
Het genus bevat de volgende soorten:

- Bisulcopsallus croceguttatus (Knight, 1964)
- Bisulcopsallus fulvipunctatus (Knight, 1964)
- Bisulcopsallus huachucae (Knight, 1964)
- Bisulcopsallus pallidus (Schuh, 2006)
- Bisulcopsallus polhemorum (Schuh, 2006)
- Bisulcopsallus texanus (Knight, 1964)